# Liadotaulius maior
Liadotaulius maior is een fossiele soort schietmot uit de familie Necrotauliidae.